# 제2회 KBS 창작동요대회
- 방영일: 1990년 10월 12일 금요일 오후 7:00 KBS 1TV
- 녹화일: 1990년 10월 7일 일요일
- 장소: 리틀엔젤스예술회관
- 사회: 원종배, 이금희

- 시상내역
  - 최우수상 1팀 - 상금 100만원과 상패, 문교부장관상, 피아노 1대
  - 우수상 2팀 - 각각 상금 50만원과 상패, 컴퓨터 1대
  - 장려상 3팀 - 각각 상금 30만원과 상패, 아동용침대
  - 참가상 본선팀 모두 - 기념패

- 심사위원
  - 정세문(작곡가)
  - 박순복(성악가)
  - 좌승원(작곡가)
  - 방원혁(KBS TV 교양국장)
  - 김숙경(작곡가)
  - 김세환(가수)
  - 한용희(작곡가)
  - 이순영(문교부 장학편수실 연구사)
  - 윤치호(성악가)
  - 박인영(1회 대회 최우수상 작곡가)
  - 나운영(작곡가)

- 참가팀: 예선에 244곡이 참여해 1,2차예선을 거쳐 최종본선에 18팀이 오름.

| 참가번호 | 곡명                | 작사   | 작곡                                 | 가창자                                                                    | 비고     |
| -------- | ------------------- | ------ | ------------------------------------ | ------------------------------------------------------------------------- | -------- |
| 1        | 바다로 가자         | 채성호 | 김정철(한국음악교육연구회)           | 최정아(서울 미성국민학교 5학년)                                           |          |
| 2        | 마음이 이슬처럼     | 김교현 | 신진수(부산 봉래국민학교 교사)       | 허아름(부산 광남국민학교 5학년)                                           |          |
| 3        | 눈밭에서            | 이규희 | 정승환(강원 강릉 강동국민학교 교사)  | 최상국(강원 강릉 영동국민학교 4학년)                                      | 장려상   |
| 4        | 달무리              | 권오순 | 김종한(부산 부전국민학교 교사)       | 김민지, 김잔디(부산 남성국민학교 4학년)                                   | 우수상   |
| 5        | 봄을 그리는 색연필  | 전병호 | 정연택(경기 안산 본오국민학교 교사)  | 안선희(경기 성남 하원국민학교 4학년)                                      | 장려상   |
| 6        | 별을 보면서         | 이강산 | 홍명희(서울 방배국민학교 교사)       | 오준규(서울 양강국민학교 5학년)                                           |          |
| 7        | 대장간 소리         | 최영남 | 송택동(서울 관악국민학교 교사)       | 김현정, 이태화, 김며형, 윤주현, 김윤경, 오수민(서울 관악국민학교 5,6학년) | 장려상   |
| 8        | 산길은 꿈길         | 윤종철 | 윤종철(부산 동성국민학교 교사)       | 김수현(부산 동성국민학교 6학년)                                           |          |
| 9        | 콩새야 팥새야       | 김태오 | 오상문(부산 연산국민학교 교사)       | 배경아(부산 내산국민학교 5학년)                                           | 우수상   |
| 10       | 꿈꾸는 마을         | 이순형 | 이순형(경기 안양 석수국민학교 교사)  | 이보경(경기 안양 서국민학교 5학년)                                        |          |
| 11       | 친구와 함께라면     | 이강산 | 이강산(음악학원 교사)                | 유희정(서울 중대부속국민학교 5학년)                                       |          |
| 12       | 산으로 들로         | 나성   | 오영환(전북 전주 소양국민학교 교사)  | 한상우(전북 전주 금평국민학교 5학년)                                      |          |
| 13       | 시골버스            | 조무근 | 신은희(경북 포항제철동국민학교 교사) | 김지윤, 최상미, 최윤실, 이선영(경북 포항제철 동/서국민학교 4~6학년)       |          |
| 14       | 봄이 오는 소리      | 남진원 | 정윤환(서울 숭의국민학교 교사)       | 황정준(서울 숭의국민학교 6학년)                                           |          |
| 15       | 그림 그리고 싶은 날 | 이강산 | 오세균(서울 강남국민학교 교사)       | 박미선(부산 동성국민학교 5학년)                                           | 최우수상 |
| 16       | 달맞이              | 전유순 | 이용수(강원 동해중학교 교사)         | 이정섭(강원 강릉국민학교 6학년)                                           | 장려상   |
| 17       | 서로가 서로를       | 김종상 | 신상춘(인천 효열국민학교 교사)       | 윤진아(인천 효열국민학교 6학년)                                           | 장려상   |
| 18       | 할아버지 나팔소리   | 김봉학 | 김봉학(서울 계성국민학교 교사)       | 백소연(서울 삼선국민학교 5학년)                                           |          |